# Xin-Pu-Dong-Klasse
Xin-Pu-Dong-Klasse, manchmal auch kurz Xin-Klasse, ist die Bezeichnung einer Serie von Postpanamax-Containermotorschiffen des Typs SDARI 5700 der chinesischen Reederei China Shipping Container Lines (CSCL). Bei ihrem Bau waren es die größten je in China gebauten Containerschiffe.

## Einzelheiten
Der Entwurf der Serie wurde vom Shanghai Merchant Ship Design & Research Institute ausgeführt, bei dem es als SDARI 5700 bezeichnet wurde. Die Bauaufträge wurden im Juni 2000 erteilt. Insgesamt umfasste die Baureihe dieses zwischen 2003 und 2004 gebauten Schiffstyps der beiden chinesischen Werften New Dalian Shipyard in Dalian und Hudong-Zhonghua Shipbuilding in Shanghai zunächst 7 Einheiten. 2005 lieferte die Hudong Werft weitere zwei Schiffe nach einem etwas weiterentwickeltem Entwurf. Der Baupreis der Schiffe lag pro Einheit bei etwa 58 Millionen US$. Klassifiziert ist die Serie bei der China Classification Society mit: ★CSA Container Ship Ice Class B;Loading Computer S.I; ★CSM AUT-0;PMS;SCM;. Die ladegeschirrlosen Schiffe verfügen über sieben Laderäume mit fünfzehn Luken. Die Laderäume sind mit Cellguides ausgestattet, die Luken werden mit Pontonlukendeckeln verschlossen. Von den maximal zu ladenden 5668 TEU, können 2586 TEU im Laderaum und 3082 TEU an Deck gestaut werden. Eingesetzt werden die Schiffe auf Routen zwischen Asien und Europa.
Ein hoher Sachschaden entstand auf der Xin Qing Dao, als sie auf einer Reise von Valletta, Malta nach Felixstowe am 27. Oktober 2004 vor der Bretagne in ein Schlechtwetter mit Windstärken bis zu 11 Beaufort geriet. Hohe See und Rollwinkel von bis zu 30 Grad ließen 31 beladene 40-Fuß-Container über Bord gehen. Weitere 29 wurden beschädigt. Die einzelnen Containerinhalte waren mit Warenwerten zwischen 20.000 US$ und über einer Million US$ beziffert.

## Die Schiffe
| Xin-Pu-Dong-Klasse | Xin-Pu-Dong-Klasse          | Xin-Pu-Dong-Klasse | Xin-Pu-Dong-Klasse                                | Xin-Pu-Dong-Klasse         |
| Bauname            | Bauwerft Baunummer          | IMO- Nummer        | Kiellegung Stapellauf Ablieferung                 | Umbenennungen und Verbleib |
| ------------------ | --------------------------- | ------------------ | ------------------------------------------------- | -------------------------- |
| Xin Pu Dong        | Hudong H1263A               | 9270440            | 17. Mai 2002 10. Oktober 2002 15. Februar 2003    | so in Fahrt                |
| Xin Da Lian        | New Dalian Shipyard C5600-1 | 9234331            | 31. März 2002 4. Oktober 2002 24. Februar 2003    | so in Fahrt                |
| Xin Qing Dao       | Hudong H1264A               | 9270452            | 27. Juni 2002 - 9. Mai 2003                       | so in Fahrt                |
| Xin Tian Jin       | New Dalian Shipyard C5600-2 | 9234343            | 18. April 2002 24. Februar 2003 25. Mai 2003      | so in Fahrt                |
| Xin Ning Bo        | Hudong H1265A               | 9270464            | 31. Januar 2003 17. Juni 2003 25. August 2003     | so in Fahrt                |
| Xin Lian Yun Gang  | New Dalian Shipyard C5600-3 | 9234355            | 24. Februar 2003 18. Juni 2003 30. September 2003 | so in Fahrt                |
| Xin Yan Tian       | New Dalian Shipyard C5600-4 | 9234367            | 18. Juni 2003 10. Oktober 2003 8. Januar 2004     | so in Fahrt                |
| Xin Chi Wan        | Hudong H1351A               | 9304772            | 27. November 2003 26. März 2004 13. Juni 2004     | so in Fahrt                |
| Xin Qin Huang Dao  | Hudong H1352A               | 9304784            | 12. Januar 2004 - 8. Juli 2004                    | so in Fahrt                |
| Xin Fu Zhou        | Hudong H1353A               | 9304796            | 29. März 2004 14. Juli 2004 22. September 2004    | so in Fahrt                |
| Xin Yan Tai        | Hudong H1354A               | 9304801            | 19. Juli 2004 17. November 2004 13. Januar 2005   | so in Fahrt                |
| Xin Chang Shu      | Hudong H1355A               | 9304813            | 17. Dezember 2004 12. Mai 2005 18. Juli 2005      | so in Fahrt                |